# Kolstål

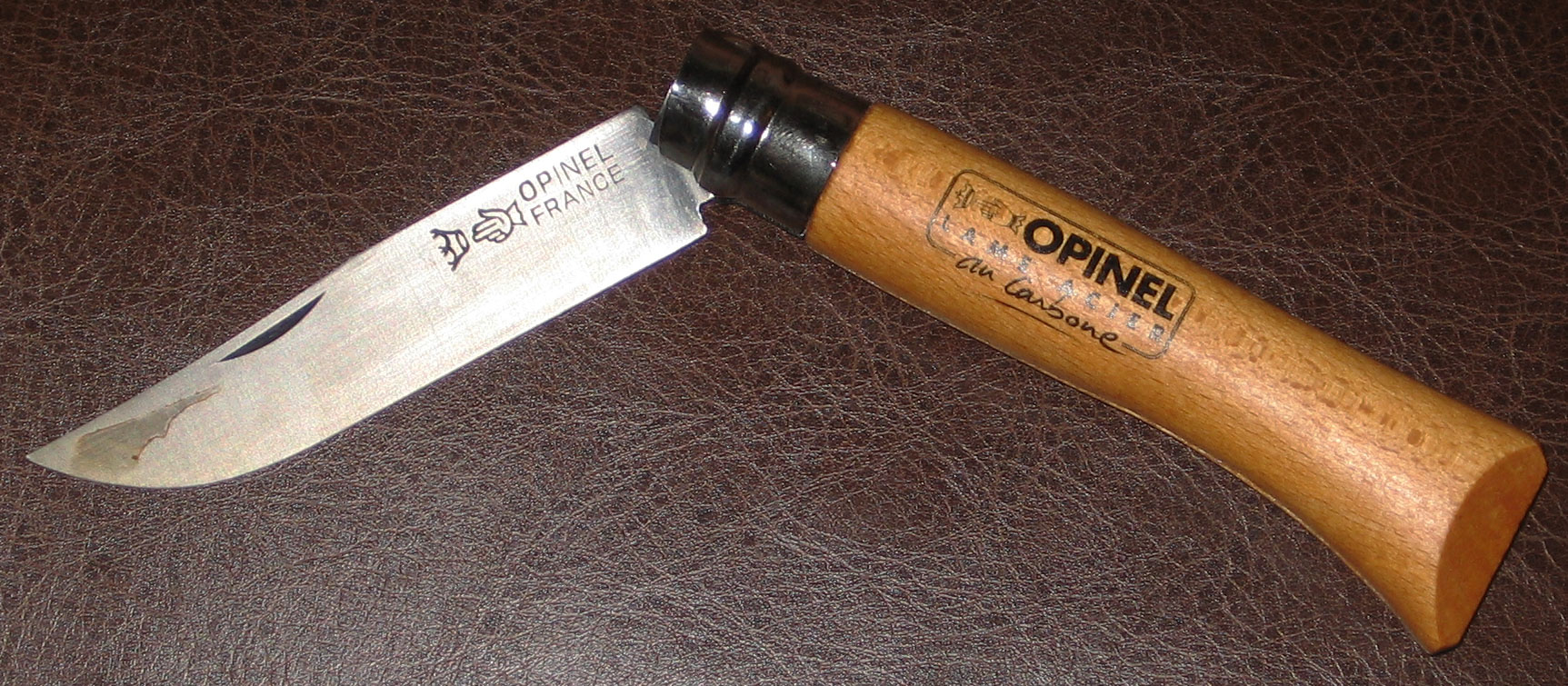
Kniv gjord av kolstål.

Kolstål är ett stål vars huvudsakliga beståndsdel i legeringen förutom järn är kol. Utöver kol är det vanligt att mindre mängder kisel och mangan finns i legeringen. Kolhalten är vanligen 0,01%-0,8%, halten kisel under 0,3% och halten mangan under 0,8%. Kolstål används exempelvis för framställning av bilkarosser. I samband med att kolhalten stiger blir kolstålet hårdare och starkare med hjälp av värmebehandling, samtidigt som materialet blir mindre duktilt. Ju högre kolhalt desto sämre svetsegenskaper.